# La Conchilla
La Conchilla är en ort i Mexiko.   Den ligger i kommunen Amatitán och delstaten Jalisco, i den centrala delen av landet, 500 km väster om huvudstaden Mexico City. La Conchilla ligger 932 meter över havet och antalet invånare är 114.
Terrängen runt La Conchilla är kuperad söderut, men norrut är den bergig. Runt La Conchilla är det mycket tätbefolkat, med 1 018 invånare per kvadratkilometer. Närmaste större samhälle är Tequila, 10,4 km väster om La Conchilla. Trakten runt La Conchilla består till största delen av jordbruksmark.